# Ерехтейон
Ерехтейон (грец. Ἐρέχθειον) — пам'ятка давньогрецької архітектури (421—406 до н. е.), храм на місці суперечки Афіни та Посейдона-Ерехтея на Акрополі в Афінах за право володіти Аттикою. Він має унікальний для грецької архітектури асиметричний план.

## Архітектура та реліквії
В Ерехтейоні — найдавнішому святилищі Афін — стояла священна дерев'яна статуя Афіни, що за легендою, впала з неба; святилище Гефеста та героя Бута; могила легендарного афінського царя Кекропа; світильник Каллімаха, що горів безперервно, попри те, що масло наливали в нього тільки один раз на рік. У дворі Ерехтейона росла олива, яку подарувала місту Афіна, та било солоне джерело, яке вирізьбив Посейдон своїм тризубом під час суперечки з Афіною.
Ерехтейон замінив давніший, зруйнований персами, храм, що стояв на цьому місці. Будівництво нового храму розпочато за Перикла і тривало з перервами до 406 до н. е. Тим що він стояв на нерівній ділянці та, власне, не був єдиним храмом, а сукупністю декількох святилищ, то його план значно відступав від традиційних грецьких храмів. Ерехтейон не мав зовні окружної колонади, а був прикрашений з трьох сторін окремими портиками.
Три його портики стоять на різних рівнях. Із заходу — портик, що веде до храму Афіни Паллади, з північної сторони — вхід до святилища Посейдона-Ерехтея, біля південної стіни храму — всесвітньо відомий портик Каріатид.

### Каріатиди

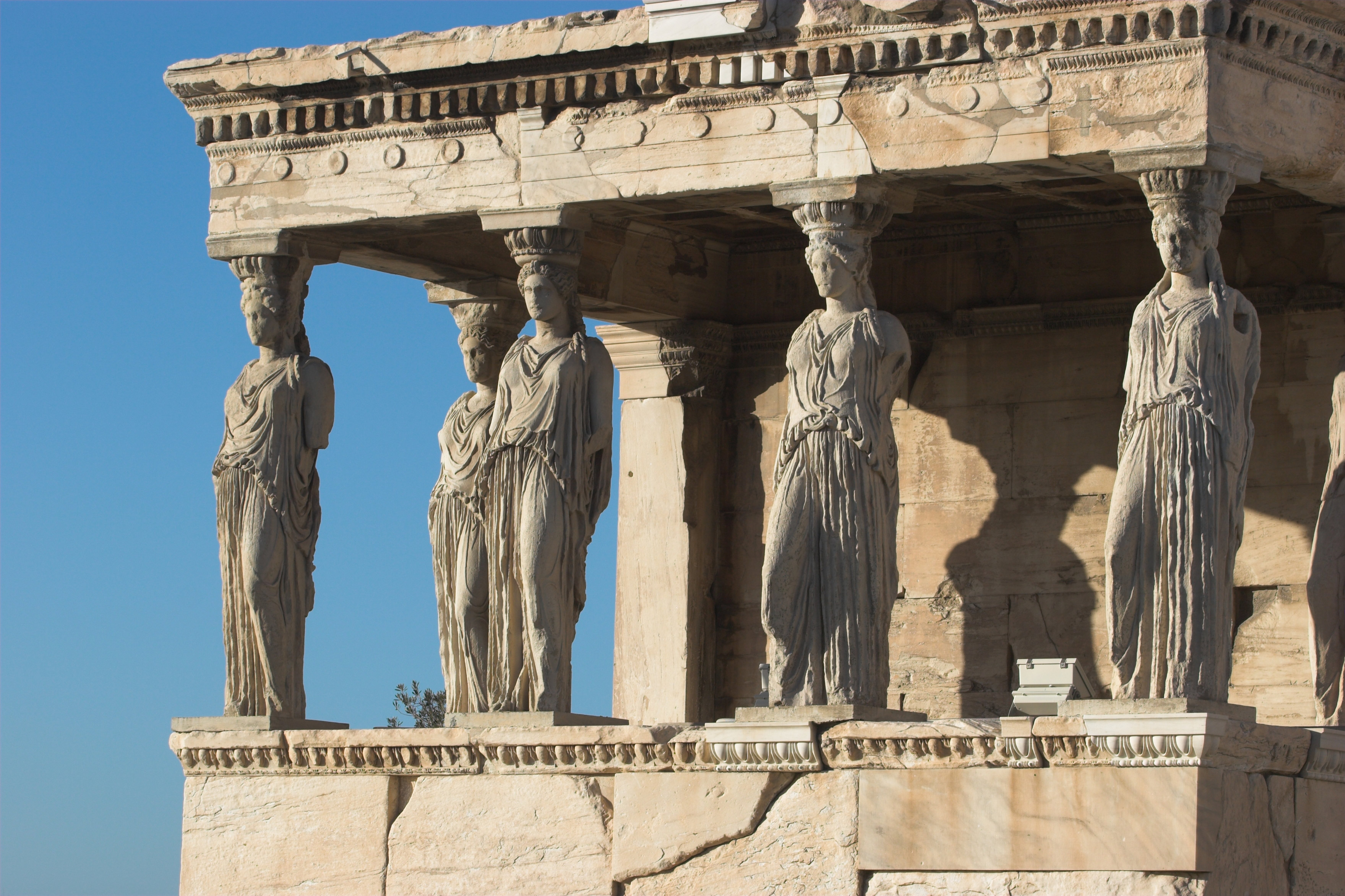
Каріатиди

Південний портик — Пандрозейон — названий за ім'ям дочки Кекропа Пандрози, не мав фризу, а його архітрав, що складався з трьох горизонтальних смуг, підпирали не колони, а шість кор, або каріатид, розміщених на високому парапеті. Це шість фігур молодих жінок, одягнених в афінський костюм (туніка, гемідиплоїдій та пеплос), на них спираються важкі квадратної форми плити.
Це перший в історії світового мистецтва випадок, коли використано подібні жіночі фігури тримати балки. П'ять каріатид Пандрозейона й досі залишились стояти на своїх місцях. Шоста ж разом із частинами архітрава та парапету зберігається в Британському музеї. В Афінах вона замінена теракотовою копією.

### Фриз
Уся будівля була оточена фризом із накладними білими фігурами, проте він не зберігся. Уламки фризу Ерехтейона, сюжетом якого були міф про Ерехтея та кекропідів, нині зберігаються в Музеї акрополя. Вони свідчать про те, що й інші скульптурні прикраси Ерехтейона відрізнялися надзвичайними тонкощами оброблення. Ефектність фризу збільшувалася темним фоном елефсінського мармуру, на якому укріплено фігури, виконані з білого паросського мармуру.